# Kodeina
Kodeina (łac. codeinum), metylomorfina, metylowa pochodna morfiny – organiczny związek chemiczny z grupy alkaloidów fenantrenowych. Obok morfiny należy do najważniejszych opiatów; jej zawartość w opium wynosi 0,7–2,5%. Jest zaliczana do grupy substancji opioidowych i ma silny depresyjny wpływ na ośrodkowy układ nerwowy; w swojej grupie jest druga pod tym względem po morfinie. Została zidentyfikowana i po raz pierwszy wydzielona w postaci czystej w 1832 przez Pierre’a Jeana Robiqueta. Może być również otrzymana z morfiny i wykazuje podobne działanie. Ma działanie przeciwbólowe, wywołuje euforię, senność, błogą apatię, wprowadza w stan niewrażliwości na przykre doznania, spowalnia perystaltykę żołądka i jelit, powoduje zanik odczuwania głodu.

## Metabolizm
Kodeina (podobnie jak większość leków) w organizmie metabolizowana jest przez kompleks enzymów wątrobowych cytochromu P450. W ciągu pierwszych 24 godzin po przyjęciu wydalane jest z moczem około 90% przyjętej dawki, z czego około 85% w postaci zmetabolizowanej. Ważniejsze metabolity:
- morfina (ok. 5–10% dawki) – powstaje poprzez demetylację kodeiny przy udziale cytochromu CYP2D6 (należącego do rodziny cytochromów P450). Uważa się, że to ona w głównej mierze odpowiada za działanie przeciwbólowe wywołane przez kodeinę; stąd osoby, które mają zmniejszoną wydajność tego enzymu, mogą odczuwać słabsze działanie przeciwbólowe
- norkodeina (około 10% dawki) – powstaje przy udziale izoenzymu CYP3A4
- ok. 80% sprzęgane jest z kwasem glukuronowym do 6-glukuronidu kodeiny; postuluje się, że związek ten odpowiada za działanie przeciwbólowe kodeiny u osób ze słabą aktywnością cytochromu CYP2D6[9].

U niektórych osób (zwłaszcza dzieci) występuje tzw. ultraszybki metabolizm kodeiny, który prowadzi do znacznie większego niż normalnie stężenia morfiny we krwi po przyjęciu kodeiny. Związany jest on z wysoką aktywnością cytochromu CYP2D6. Częstość występowania ultraszybkiego metabolizmu kodeiny uzależniona jest od rasy i grupy etnicznej, np. dla rasy białej stanowi ok. 10% populacji.

## Kodeina w lecznictwie
Okres działania kodeiny wynosi od 2 do 6 godzin. W śladowych ilościach przedostaje się do mleka matek karmiących. Rzadziej od morfiny prowadzi do uzależnienia, przeważnie po dłuższym i częstszym podawaniu. Kodeina wchodzi w skład wielu leków złożonych – najczęściej z kwasem acetylosalicylowym, paracetamolem, ibuprofenem, sulfogwajakolem i kofeiną.
Leki z dużą zawartością kodeiny dostępne w Polsce bez recepty (OTC) to np. Nurofen Plus, Antidol 15 i Solpadeine Max. Tabletka Nurofenu Plus zawiera 200 mg ibuprofenu i 12,8 mg półwodnego fosforanu kodeiny, Antidol zawiera 15 mg fosforanu kodeiny w połączeniu z 500 mg paracetamolu, Solpadeine Max zawiera 12,8 mg półwodnego fosforanu kodeiny, paracetamol (500 mg) i kofeinę (30 mg), a Thiocodin 15 mg fosforanu kodeiny w połączeniu z 300 mg sulfogwajakolu.
Są one m.in. przeznaczone do stosowania w bólu o nasileniu umiarkowanym, który nie ustąpił po leczeniu lekami zawierającymi w swoim składzie tylko jedną substancję czynną. Kodeina obecnie jest substancją ogólnie dostępną w Polsce.

### Działanie wykorzystywane w lecznictwie
- przeciwbiegunkowe
- przeciwkaszlowe – w dawkach mniejszych niż mających działanie przeciwbólowe (standardowo 8–15 mg); działanie przeciwkaszlowe utrzymuje się około 3 godzin, a wywołane jest przez oddziaływanie substancji na ośrodek mózgowy odpowiedzialny za oddychanie
- przeciwbólowe

Szerzej stosowana od czasów II wojny światowej jako substytut coraz trudniej dostępnej morfiny.

### Interakcje
- Potęguje działanie antykoagulacyjne doustnych leków przeciwzakrzepowych, inhibitorów MAO.
- Przeciwwrzodowe leki zobojętniające kwas solny (antacida) nasilają depresyjne działanie kodeiny.
- Alkohol etylowy może spotęgować działanie uspokajające kodeiny.
- Leki przeciwhistaminowe H1 I generacji nasilają depresyjne działanie kodeiny na OUN.
- Neuroleptyki (pochodne fenotiazyny) nasilają depresyjne działanie kodeiny na OUN.
- Benzodiazepiny i barbiturany nasilają w dużym stopniu ogólne działanie kodeiny na OUN.

### Działania niepożądane
- Apatia, senność, otępienie, zawroty głowy, zaparcia, spowolnienie rytmu oddechowego (najczęściej u osób w wieku podeszłym i dzieci), euforia, nadmierne uspokojenie – po zażyciu kodeiny nie powinno się prowadzić samochodu ani wykonywać czynności wymagających skupienia.
- Reakcje alergiczne, wysypka, swędzenie skóry.
- Tolerancja farmakologiczna i uzależnienie (typu morfinowego).
- Depresja oddechowa, zwłaszcza u dzieci poniżej 12 roku życia i u osób z ultraszybkim metabolizmem kodeiny[10][11].

W latach 2013–2015 Europejska Agencja Leków wprowadziła zakaz stosowania kodeiny u dzieci poniżej 12 roku życia, zarówno jako środka przeciwkaszlowego, jak i przeciwbólowego. U dzieci w wieku 12–18 lat kodeinę można stosować przeciwbólowo jedynie w leczeniu ostrego bólu, który nie ustępuje po podaniu innych środków. W tej grupie wiekowej nie zaleca się stosowania przeciwkaszlowo, jeśli występują problemy z oddychaniem.
Zalecenia te wynikają ze stwierdzenia kilku ciężkich przypadków depresji oddechowej u dzieci leczonych kodeiną (w tym śmiertelnych) oraz śmierci dziecka karmionego piersią, którego matka przyjmowała kodeinę.

## Przeciwwskazania
Przeciwwskazania wprowadzone w Unii Europejskiej w latach 2013–2015:
- wiek poniżej 12 lat;
- trudności z oddychaniem w wieku 12–18 lat;
- po zabiegu usunięcia migdałka/migdałków w celu leczenia obturacyjnego bezdechu sennego u dzieci do 18 roku życia;
- ultraszybki metabolizm kodeiny;
- karmienie piersią.

## Uzależnienie
Kodeina wywołuje uzależnienie zarówno psychiczne, jak i fizyczne. Uzależnienie psychiczne rozwija się szybko, w związku z chęcią przeżywania stanu, jaki daje kodeina. Uzależnienie fizyczne rozwija się w okresie około 6–12 miesięcy, po którym jej odstawienie powoduje typowe objawy zespołu abstynencyjnego: drażliwość, brak chęci do działania, objawy grypopodobne, objawy depresyjne, problemy ze snem, bóle głowy i silną potrzebę zażycia narkotyku.